# Кельменецька волость
Кельменецька волость — адміністративно-територіальна одиниця Хотинського повіту Бессарабської губернії.
Станом на 1886 рік — складалася з 20 поселень, 20 сільських громад. Населення — 13673 особи (7089 осіб чоловічої статі та 6584 — жіночої), 3402 дворове господарство.
|                     | Площа, десятин | У тому числі орної, десятин |
| ------------------- | -------------- | --------------------------- |
| Сільських громад    | 18 389         | 15 061                      |
| Приватної власності | 16 539         | 8 761                       |
| Казеної власності   | 127            | 23                          |
| Іншої власності     | 646            | 573                         |
| Загалом             | 35 701         | 24 418                      |

Основні поселення волості:
- Кельменці (Кельменешти) — село царачьке[2] при струмках за 30 верст від повітового міста, 2317 осіб, 431 двір, православна церква, школа, постоялий двір. За 2 версти — постоялий двір. За 8 верст — постоялий двір.
- Бабине (Дерентоло, Горб, Кишла) — село царачьке при струмку Кишла, 1735 осіб, 278 дворів, 2 православні церкви, єврейський молитовний будинок, школа.
- Бордюг (Толмачіє) — село царачьке при струмку, 748 осіб, 109 дворів, православна церква.
- Бузовища — село царачьке при струмку, 1386 осіб, 275 дворів, православна церква.
- Бирнове — село царачьке при річці Дністер, 1164 особи, 222 двори, православна церква.
- Вартикоуці — село царачьке при безименій річці, 849 осіб, 129 дворів, православна церква.
- Вовчинець — село царачьке при струмку, 995 осіб, 117 дворів, православна церква та тютюнова плантація.
- Вороновиця — село царачьке при річці Дністер, 575 осіб, 104 двори, православна церква та переправа.
- Грушівці — село царачьке при струмку, 959 осіб, 269 дворів, православна церква та тютюнова плантація.
- Кишло Неджимова — село царачьке при річці Дністер, 1352 особи, 132 двори, тютюнова плантація.
- Ленківці — село царачьке при річці Шипата, 1430 осіб, 300 дворів, православна церква та школа.
- Макарівка — село царачьке при річці Дністер, 593 особи, 91 двір, православна церква.
- Медвежа Казена — село царачьке при безіменій річці, 547 особи, 108 дворів, православна церква.
- Мошанець — село царачьке при струмку, 991 особа, 163 двори, православна церква, постоялий двір та школа.
- Нагоряни — село царачьке при струмку, 546 осіб, 105 дворів, православна церква, постоялий двір.
- Перківці (Перкоуці, Кишло Перківська) — село царачьке при струмках, 772 особи, 131 двір, православна церква.
- Рестев Атака — село царачьке при річці Дністер, 1239 осіб, 211 дворів, православна церква та переправа через Дністер.